# Golden Gala Pietro Mennea 2020
Die Golden Gala Pietro Mennea 2020 war eine Leichtathletik-Veranstaltung, die am 17. September 2020 im Olympiastadion in der italienischen Hauptstadt Rom stattfand und Teil der Diamond League war.

## Ergebnisse

### Männer

#### 100 m
| Platz | Athlet          | Land | Zeit (s) |
| ----- | --------------- | ---- | -------- |
| 1     | Akani Simbine   | RSA  | 09,96    |
| 2     | Arthur Cissé    | CIV  | 10,04 SB |
| 3     | Filippo Tortu   | ITA  | 10,09    |
| 4     | Marcell Jacobs  | ITA  | 10,11    |
| 5     | Mike Rodgers    | USA  | 10,12 SB |
| 6     | Julian Forte    | JAM  | 10,15    |
| 7     | Deniz Almas     | GER  | 10,27    |
| 8     | Mouhamadou Fall | FRA  | 10,29    |
| 8     | Mario Burke     | BAR  | 10,34    |

Wind: +0,3 m/s

#### 400 m
| Platz | Athlet           | Land | Zeit (s) |
| ----- | ---------------- | ---- | -------- |
| 1     | Edoardo Scotti   | ITA  | 45,21 PB |
| 2     | Yousef Karam     | KUW  | 45,25 SB |
| 3     | Karol Zalewski   | POL  | 45,48    |
| 4     | Jochem Dobber    | NED  | 45,64 PB |
| 5     | Rabah Yousif     | GBR  | 45,65 SB |
| 6     | Luka Janežič     | SVN  | 45,78 SB |
| 7     | Vladimir Aceti   | ITA  | 46,28    |
| 8     | Kennedy Luchembe | ZAM  | 46,43    |
| 9     | Wesley Vázquez   | PRI  | 46,67 PB |

#### 3000 m
| Platz | Athlet                 | Land | Zeit (min)           |
| ----- | ---------------------- | ---- | -------------------- |
| 1     | Jacob Kiplimo          | UGA  | 7:26,64 WL DLR MR NR |
| 2     | Jakob Ingebrigtsen     | NOR  | 7:27,05 NR           |
| 3     | Stewart McSweyn        | AUS  | 7:28,02 AR           |
| 4     | Yemaneberhan Crippa    | ITA  | 7:38,27 NR           |
| 5     | Mike Foppen            | NED  | 7:39,75 PB           |
| 6     | Isaac Kimeli           | BEL  | 7:47,48 PB           |
| 7     | Matthew Ramsden        | AUS  | 7:48,08 SB           |
| 8     | Osama Zoghlami         | ITA  | 7:48,63 PB           |
| 9     | Pietro Riva            | ITA  | 7:50,03 PB           |
| 10    | Ryan Gregson           | AUS  | 7:53,65 SB           |
| 11    | Marouan Razine         | ITA  | 7:54,80 SB           |
|       | Mohad Abdikadar        | ITA  | DNF                  |
|       | Pietro Arese           | ITA  | DNF                  |
|       | Seán Tobin (Pacemaker) | IRL  | DNF                  |

#### 110 m Hürden
| Platz | Athlet                  | Land | Zeit (s) |
| ----- | ----------------------- | ---- | -------- |
| 1     | Andrew Pozzi            | GBR  | 13,15    |
| 2     | Aaron Mallet            | USA  | 13,23 PB |
| 3     | Freddie Crittenden      | USA  | 13,31    |
| 4     | Wilhem Belocian         | FRA  | 13,49    |
| 5     | Yaqoub Mohamed al-Youha | KUW  | 13,60 SB |
| 6     | Lorenzo Perini          | ITA  | 13,61    |
| 7     | Antonio Alkana          | RSA  | 13,66    |
| 8     | Gabriel Constantino     | BRA  | 13,67 SB |
| 9     | Paolo Dal Molin         | ITA  | 13,70    |

Wind: +0,1 m/s

#### 400 m Hürden
| Platz | Athlet           | Land | Zeit (s) |
| ----- | ---------------- | ---- | -------- |
| 1     | Karsten Warholm  | NOR  | 47,07 MR |
| 2     | Ludvy Vaillant   | FRA  | 48,69 SB |
| 3     | Rasmus Mägi      | EST  | 48,72 SB |
| 4     | David Kendziera  | USA  | 49,35 SB |
| 5     | Wilfried Happio  | FRA  | 49,65    |
| 6     | Mario Lambrughi  | ITA  | 49,87    |
| 7     | Constantin Preis | GER  | 49,91    |
| 8     | Nick Smidt       | NED  | 50,67    |
| 9     | Márcio Teles     | BRA  | 51,04    |

#### Hochsprung
| Platz | Athlet                  | Land | Höhe (m) |
| ----- | ----------------------- | ---- | -------- |
| 1     | Andrij Prozenko         | UKR  | 2,30 =SB |
| 2     | Gianmarco Tamberi       | ITA  | 2,27     |
| 3     | Stefano Sottile         | ITA  | 2,18     |
| 4     | Adrijus Glebauskas      | LTU  | 2,18     |
| 5     | Oleh Doroschtschuk      | UKR  | 2,18     |
| 6     | Matúš Bubeník           | SVK  | 2,18     |
| 7     | Sandro Jeršin Tomassini | SVN  | 2,05     |
|       | Norbert Kobielski       | POL  | DNS      |
|       | Maksim Nedassekau       | BLR  | DNS      |

#### Stabhochsprung
| Platz | Athlet            | Land | Höhe (m)          |
| ----- | ----------------- | ---- | ----------------- |
| 1     | Armand Duplantis  | SWE  | 6,15 WL DLR MR NR |
| 2     | Ben Broeders      | BEL  | 5,80 NR           |
| 3     | Ernest Obiena     | PHI  | 5,80 SB           |
| 4     | Renaud Lavillenie | FRA  | 5,70              |
| 5     | Harry Coppell     | GBR  | 5,60              |
| 6     | Thibaut Collet    | FRA  | 5,60              |
| 7     | Raphael Holzdeppe | GER  | 5,45              |
|       | Claudio Stecchi   | ITA  | DNS               |

#### Kugelstoßen
| Platz | Athlet              | Land | Weite (m) |
| ----- | ------------------- | ---- | --------- |
| 1     | Nick Ponzio         | USA  | 21,09     |
| 2     | Payton Otterdahl    | USA  | 20,85     |
| 3     | Leonardo Fabbri     | ITA  | 20,69     |
| 4     | Tsanko Arnaudov     | POR  | 20,60     |
| 5     | Konrad Bukowiecki   | POL  | 20,05     |
| 6     | Bob Bertemes        | LUX  | 20,03     |
| 7     | Zane Weir           | RSA  | 19,43     |
| 8     | Lorenzo del Gatto   | ITA  | 18,27     |
| 9     | Vincenzo D’Agostino | ITA  | 17,17     |

### Frauen

#### 100 m
| Platz | Athletin              | Land | Zeit (s) |
| ----- | --------------------- | ---- | -------- |
| 1     | Elaine Thompson-Herah | JAM  | 10,85 WL |
| 2     | Aleia Hobbs           | USA  | 11,12 SB |
| 3     | Marie-Josée Ta Lou    | CIV  | 11,14 SB |
| 4     | Ajla Del Ponte        | SUI  | 11,19    |
| 5     | Imani Lansiquot       | GBR  | 11,23    |
| 6     | Kayla White           | USA  | 11,27    |
| 7     | Anna Bongiorni        | ITA  | 11,38    |
| 8     | Marije van Hunenstijn | NED  | 11,42    |
| 9     | Anthonique Strachan   | BAH  | 11,42 SB |

Wind: +0,2 m/s

#### 400 m
| Platz | Athletin               | Land | Zeit (s) |
| ----- | ---------------------- | ---- | -------- |
| 1     | Lieke Klaver           | NED  | 50,98 PB |
| 2     | Agnė Šerkšnienė        | LTU  | 51,80 SB |
| 3     | Justyna Święty-Ersetic | POL  | 51,94    |
| 4     | Corinna Schwab         | GER  | 52,12    |
| 5     | Barbora Malíková       | CZE  | 52,17    |
| 6     | Tiffani Marinho        | BRA  | 52,44 SB |
| 7     | Laviai Nielsen         | GBR  | 52,45    |
| 8     | Alice Mangione         | ITA  | 52,78    |
| 9     | Rebecca Borga          | ITA  | 52,88    |

#### 800 m
| Platz | Athletin                    | Land | Zeit (min) |
| ----- | --------------------------- | ---- | ---------- |
| 1     | Jemma Reekie                | GBR  | 1:59,76    |
| 2     | Hedda Hynne                 | NOR  | 2:00,24    |
| 3     | Laura Muir                  | GBR  | 2:00,49    |
| 4     | Christina Hering            | GER  | 2:00,75    |
| 5     | Kaela Edwards               | USA  | 2:00,79    |
| 6     | Alexandra Bell              | GBR  | 2:01,37    |
| 7     | Lore Hoffmann               | SUI  | 2:01,46    |
| 8     | Elena Bellò                 | ITA  | 2:02,10    |
| 9     | Noélie Yarigo               | BEN  | 2:02,98    |
| 10    | Eleonora Vandi              | ITA  | 2:03,17    |
|       | Souliath Saka (Pacemakerin) | BEN  | DNF        |

#### 100 m Hürden
| Platz | Athletin            | Land | Zeit (s) |
| ----- | ------------------- | ---- | -------- |
| 1     | Nadine Visser       | NED  | 12,72    |
| 2     | Luminosa Bogliolo   | ITA  | 12,83    |
| 3     | Payton Chadwick     | USA  | 12,89 SB |
| 4     | Cindy Ofili         | GBR  | 13,02    |
| 5     | Taliyah Brooks      | USA  | 13,05 SB |
| 6     | Elisa Di Lazzaro    | ITA  | 13,05 PB |
| 7     | Cyréna Samba-Mayela | FRA  | 13,29    |
| 8     | Mette Graversgaard  | DEN  | 13,30    |
| 9     | Annimari Korte      | FIN  | 13,34    |

Wind: +0,1 m/s

#### 400 m Hürden
| Platz | Athletin            | Land | Zeit (s) |
| ----- | ------------------- | ---- | -------- |
| 1     | Femke Bol           | NED  | 53,90    |
| 2     | Hanna Ryschykowa    | UKR  | 54,54 SB |
| 3     | Wiktorija Tkatschuk | UKR  | 54,93 PB |
| 4     | Sara Slott Petersen | DEN  | 55,20 SB |
| 5     | Amalie Iuel         | NOR  | 55,27 SB |
| 6     | Jessie Knight       | GBR  | 55,58    |
| 7     | Emma Zapletalová    | SVK  | 56,02    |
| 8     | Ayomide Folorunso   | ITA  | 56,58    |

#### Hochsprung
| Platz | Athletin              | Land | Höhe (m) |
| ----- | --------------------- | ---- | -------- |
| 1     | Julija Lewtschenko    | UKR  | 1,98     |
| 2     | Jaroslawa Mahutschich | UKR  | 1,95     |
| 3     | Nicola McDermott      | AUS  | 1,95     |
| 4     | Erika Kinsey          | SWE  | 1,95 =SB |
| 5     | Levern Spencer        | LCA  | 1,84     |
| 6     | Claire Orcel          | BEL  | 1,84     |
| 7     | Elena Vallortigara    | ITA  | 1,80     |
|       | Desirée Rossit        | ITA  | DNS      |